# 山内首藤俊通
山内首藤 俊通（やまのうちすどう としみち）は、平安時代後期の武将。山内首藤氏の祖。通称は滝口刑部丞。

## 生涯
相模国出身で藤原秀郷の後裔を称する。曾祖父の首藤資通は、幼少時は奥州に12年居住し、前九年の役・後三年の役で源義家に従った。俊通は首藤義通の子で、幼少時は奥州に12年居住し、相模国山内荘を本拠として山内首藤氏を称し、源義朝に従って保元の乱・平治の乱に参戦したが、平治元年（1159年）12月28日、京都の四条河原で平家方に討たれた。